# Пјанкоњо
Пјанкоњо (итал. Piancogno) је насеље у Италији у округу Бреша, региону Ломбардија.
Према процени из 2011. у насељу је живело 4670 становника. Насеље се налази на надморској висини од 240 м.

## Становништво
Према резултатима пописа становништва 2011. у општини је живело 4.679 становника.
| 1931. | 1936. | 1951. | 1961. | 1971. | 1981. | 1991. | 2001. | 2011. |
| ----- | ----- | ----- | ----- | ----- | ----- | ----- | ----- | ----- |
| 2.803 | 2.952 | 3.415 | 3.199 | 3.164 | 3.418 | 3.845 | 4.119 | 4.679 |